# Verhivți (Berejînka), Kirovohrad
Verhivți (în ucraineană Верхівці) este un sat în comuna Berejînka din raionul Kirovohrad, regiunea Kirovohrad, Ucraina.

## Demografie
Componența lingvistică a localității Verhivți
     Ucraineană (100%)
Conform recensământului din 2001, toată populația localității Verhivți era vorbitoare de ucraineană (100%).